# Prien (Luisiana)
Prien é uma Região censo-designada localizada no estado americano de Luisiana, na Paróquia de Calcasieu.

## Demografia
Segundo o censo americano de 2000, a sua população era de 7215 habitantes.

## Geografia
De acordo com o United States Census Bureau tem uma área de
20,3 km², dos quais 17,9 km² cobertos por terra e 2,4 km² cobertos por água.

## Localidades na vizinhança
O diagrama seguinte representa as localidades num raio de 20 km ao redor de Prien.